# Сопітник
Сопітник (пол. Sopotnik) — село в Польщі, (Підкарпатське воєводство, Перемишльський повіт, ґміна Фредрополь), у межах етнічної української території Надсяння. 

## Географія
Село було розташоване за 10 км на південь від Фредрополя, за 20 км на південь від повітового центру Перемишля, за 67 км на південний схід від воєводського центру Ряшева  і за 2 км від польсько-українського кордону. 

## Історія
До 1772 р. село належало до королівських володінь Добромильського ключа Перемишльської землі Руського воєводства Королівства Польського.
У 1772 році після першого розподілу Польщі ввійшло до провінції Королівство Галичини та Володимирії імперії Габсбургів. В 1880 р. було 40 житлових будинків і 285 жителів (271 греко-католик, 8 римо-католиків і 6 юдеїв), село належало до Добромильського повіту.
Після розпаду Австро-Угорщини і утворення 1 листопада 1918 р. Західноукраїнської Народної Республіки це переважно населене українцями село Надсяння було окуповане Польщею. На 1.01.1939 в селі було 400 мешканців (з них 380 українців і 20 поляків). Село входило до ґміни Новосюлкі Дидинскє Добромильського повіту Львівського воєводства. Греко-католики належали до парафії Папортно Добромильського деканату Перемишльської єпархії
Після початку Другої світової війни 13 вересня 1939 року війська Третього Рейху увійшли в село, та після вторгнення СРСР до Польщі 27 вересня увійшли радянські війська і Сопітник, що знаходився на правому, східному березі Сяну, разом з іншими навколишніми селами відійшов до СРСР та ввійшов до складу утвореної 27 листопада 1939 року Дрогобицької області УРСР (обласний центр — місто Дрогобич).
З початком німецько-радянської війни 27 червня 1941 року село було зайняте військами вермахту. В кінці липня 1944 року село було зайняте Червоною Армією. Від 13 серпня 1944 почалася примусова мобілізація українців до Червоної Армії.
В березні 1945 року Сопітник, як і весь Бірчанський район з районним центром Бірча, Ліськівський район з районним центром Лісько та західна частина Перемишльського району включно з містом Перемишль зі складу Дрогобицької області передано Польщі. Після цього було здійснено етноцид українців — виселення українців у СРСР. В кінці 1960-х територія села разом з територіями інших навколишніх виселених сіл включена до відпочинкового комплексу Ради Міністрів.